# Inside the Torn Apart
| Recensione | Giudizio |
| ---------- | -------- |
| AllMusic   |          |

Inside the Torn Apart è il settimo album in studio del gruppo britannico dei Napalm Death, pubblicato dalla Earache Records il 3 giugno 1997.
Musicalmente continua l'opera di contaminazione tra death metal e grindcore già vista nel precedente disco.

## Tracce
1. Breed to Breathe – 3:16
2. Birth in Regress – 3:32
3. Section – 2:45
4. Reflect on Conflict – 3:15
5. Down in the Zero – 3:09
6. Inside the Torn Apart – 3:46
7. If Symptoms Persist – 2:41
8. Prelude – 3:11
9. Indispose – 3:04
10. Purist Realist – 2:58
11. Lowpoint – 3:15
12. The Lifeless Alarm – 4:39
13. Time Will Come – 3:22 – bonus track
14. Bled Dry – 2:21 – bonus track

## Formazione
- Mark "Barney" Greenway - voce
- Shane Embury - basso, voce
- Mitch Harris - chitarra, voce
- Jesse Pintado - chitarra
- Danny Herrera - batteria